# Cantón de Perpiñán-2
El cantón de Perpiñán-2 es una división administrativa francesa, situada en el departamento de los Pirineos Orientales y la región Languedoc-Rosellón.

## Composición
El cantón de Perpiñán-2 solo incluye una comuna:
- Parte de la ciudad de Perpiñán (capital)

- Datos: Q1556516